# Daniel Alexandrow

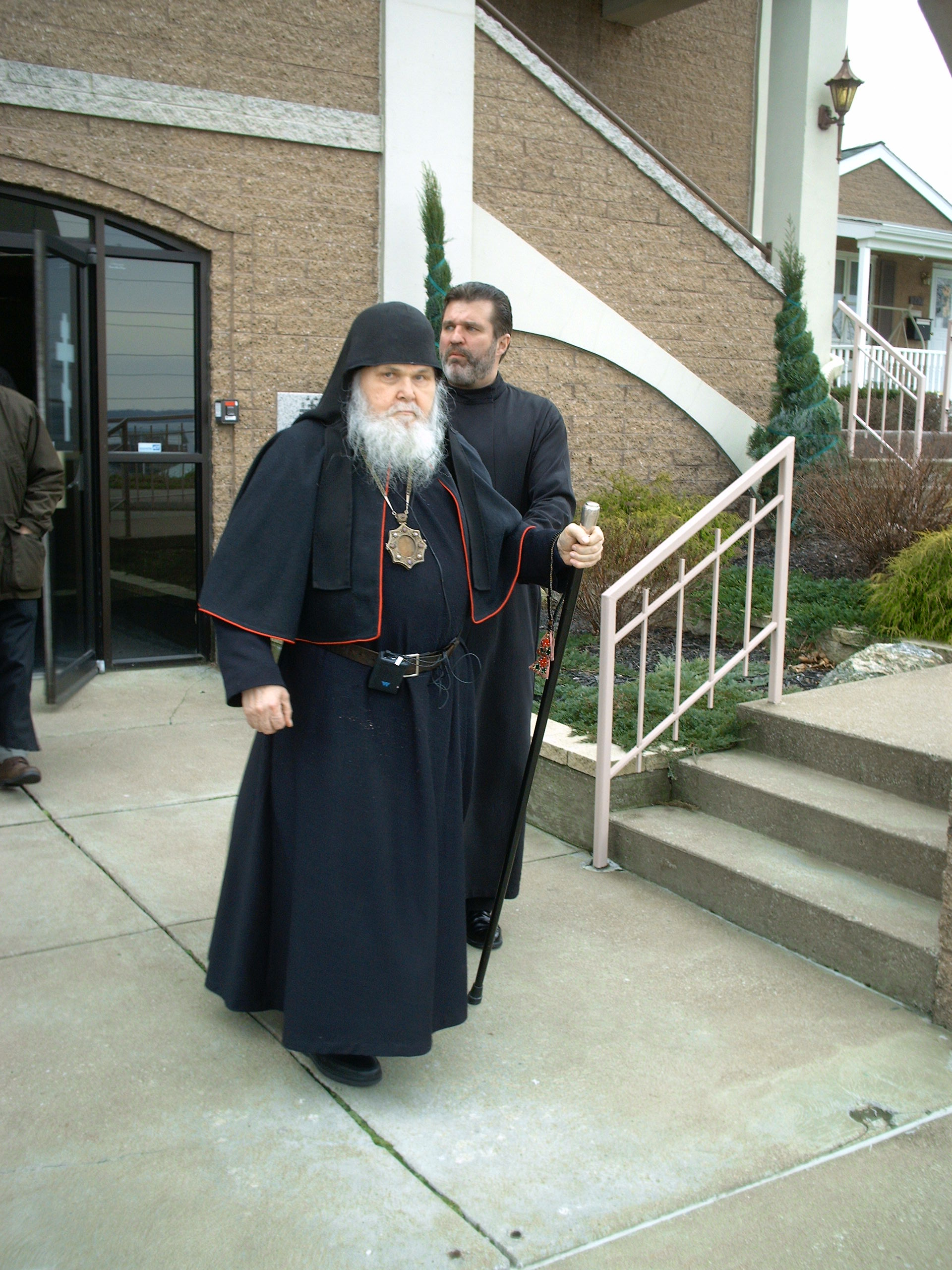
Daniel von Erie (2006)

Daniel Alexandrow, geboren als Dmitri Borissowitsch Alexandrow russisch Дмитрий Борисович Александров (* 15. September 1930 in Odessa, Ukrainische Sozialistische Sowjetrepublik; † 26. April 2010 in Erie, Pennsylvania, Vereinigte Staaten) war ein russisch-amerikanischer russisch-orthodoxer Bischof der Russischen Orthodoxen Kirche im Ausland.

## Leben
Alexandrov wurde 1930 in Odessa, Sowjetunion geboren. Aufgrund antikommunistischer Beziehungen der Familie beschloss Dmitris Vater, Boris Alexandrow, 1938 die Familie nach Slatoust im Ural zu schaffen. Innerhalb weniger Monate nach dem Umzug wurde er verhaftet und verschwand; später wurde bekannt, dass er hingerichtet worden war. Mit der Mutter zog die Familie daraufhin zurück nach Odessa.
1944 folgten sie den fliehenden Truppen der deutschen Wehrmacht und innerhalb von zwei Jahren nahmen sie Wohnung in den Alpen. Es gab Verwandte in den Vereinigten Staaten, die es der Familie ermöglichten, nach Amerika auszuwandern. So kam die Familie 1949 nach New York City. Von 1952 bis 1958 studierte Dmitri am Holy Trinity Orthodox Seminary. Er machte seinen Abschluss mit der ersten Abschlussklasse, zusammen mit dem zukünftigen Metropoliten Laurus Schkurla.
Von Anfang an zeigte Alexandrow großes Interesse an den altgläubigen „Jedinowerzy“ und entschied sich, auf eine Versöhnung mit den Altgläubigen hin zu wirken.
Im August 1965 wurde er ordiniert zum Diakon und bald darauf zum Priester.
1988 erhielt er die Tonsur und den Mönchs-Namen „Daniel“. Am 13. August 1988 wurde er zum Vikarbischof für die Ostamerikanische Diözese geweiht und erhielt den Titel „Bishop of Erie, Pennsylvania, Defender of the Old Rite“ (Bischof von Erie, PA, Verteidiger des Alten Ritus). Die „Church of the Nativity“ ist sein Sitz. Mit dieser Gemeinde übernahm er eine wichtige Rolle in der Wiedervereinigung der Auslandskirche mit der Russischen Orthodoxen Kirche. Er war zeitweise Administrator of der Diocese of Sydney, Australia and New Zealand von 1995 bis 1996.
Bischof Daniel starb am 26. April 2010 in Erie und wurde am 28. April auf dem St. John the Divine Cemetery beigesetzt.